# Coyanosa (Teksas)
Coyanosa je naseljeno mjesto za statističke potrebe u američkoj saveznoj državi Teksas. Prema popisu stanovništva iz 2010. u njemu je živjelo 163 stanovnika.